# Ischnocnema gehrti
Espèce
Synonymes
- Basanitia gehrtii Miranda-Ribeiro, 1926
- Eleutherodactylus gehrti (Miranda-Ribeiro, 1926)

Statut de conservation UICN

 DD  : Données insuffisantes
Ischnocnema gehrti est une espèce d'amphibiens de la famille des Brachycephalidae.

## Répartition
Cette espèce est endémique de l'État de São Paulo au Brésil. Elle se rencontre à 800 m d'altitude à Paranapiacaba dans la municipalité de Santo André.

## Étymologie
Cette espèce est nommée en l'honneur d'Augusto Gehrt.

## Publication originale
- Miranda-Ribeiro, 1926 : Notas para servirem ao estudo dos Gymnobatrachios (Anura) Brasileiros. Tomo primeiro. Archivos do Museu Rio de Janeiro, vol. 27, p. 1-227.